# Melissa McCarthy
Melissa Ann McCarthy (Plainfield, Illinois; 26 d'agost de 1970)és una actriu, comediant, escriptora, dissenyadora de moda i productora estatunidenca. Ha rebut nombrosos guardons, inclosos dos premis Primetime Emmy i nominacions per a dos premis Oscar i dos premis Globus d'Or. McCarthy va ser nomenada per Time com una de les 100 persones més influents del món en 2016, i ha aparegut diverses vegades en les classificacions anuals de les actrius millor pagades del món. El 2020, The New York Times la va classificar en el lloc 22 en la seva llista dels 25 millors actors del segle XXI.
Va començar a aparèixer en televisió i cinema a la fi de la dècada de 1990, i va guanyar reconeixement mundial pel seu paper com Sookie St. James en la sèrie de televisió Gilmore Girls (2000–2007). Entre 2007 i 2009, va interpretar a Dena en la sitcom d'ABC, Samantha Who? abans de ser triada com Molly Flynn en la sitcom de CBS, Mike & Molly (2010-2016), paper que li va valer un Premi Primetime Emmy a la millor actriu en una sèrie de comèdia, així com altres dues nominacions durant les temporades següents. També ha estat nominada cinc vegades (en 2012, 2013, 2014, 2016 i 2017) per al Premi Primetime Emmy a la millor actriu convidada en una sèrie de comèdia per les seves cinc aparicions com a presentadora en Saturday Night Live, guanyant finalment el premi en 2017.
McCarthy va aconseguir reconeixement generalitzat i aclamació de la crítica per la seva actuació en la comèdia Bridesmaids (2011); pel seu treball en la pel·lícula, va rebre una nominació al Oscar com millor actriu de repartiment, una nominació al BAFTA, i una nominació als Premis del Sindicat d'Actors com a millor actriu de repartiment. En 2013, va coprotagonitzar les comèdies Identity Thief i The Heat. Ha aparegut en papers secundaris, inclosos The Nines (2007), The Back-Up Pla (2010), Life as We Know It (2010), This Is 40 (2012), i The Hangover Part III (2013). En 2014, McCarthy va protagonitzar la comèdia Tammy i la comèdia dramàtica St. Vincent. En 2015, va encapçalar la pel·lícula de comèdia d'acció Spy, per la qual va rebre una nominació al Globua d'Or a la millor actriu – Comèdia o musical. En 2016, va protagonitzar les pel·lícules de comèdia The Boss i Ghostbusters.
McCarthy i el seu espòs Ben Falcone van fundar On the Day, una companyia de producció. En 2015, va rebre una estrella en el Passeig de la Fama de Hollywood, va llançar la seva línia de roba, Melissa McCarthy Seven7, i va ser nomenada la tercera actriu millor pagada del món per Forbes. El 2016, Forbes la va nomenar la segona actriu millor pagada del món, amb guanys de 33 milions de dòlars.

## Primers anys
McCarthy va néixer a Plainfield, Illinois, filla de Sandra i Michael McCarthy. És cosina de l'actriu i model Jenny McCarthy i de la jugadora de bàsquet professional Joanne McCarthy. McCarthy ses va criar en una granja en una gran família catòlica. El seu pare és d'ascendència irlandesa, mentre que la seva mare és d'ascendència anglesa, alemanya i irlandesa. Alguns dels seus avantpassats eren del comtat de Cork. Es va graduar a l'Acadèmia St. Francis (ara Acadèmia Catòlica Joliet) a Joliet (Illinois). La seva carrera va començar amb la comèdia en viu a Los Angeles i després a la ciutat de Nova York. McCarthy és exalumna de The Groundlings, un grup de comèdia d'improvisació i sketches amb seu a Los Angeles, Califòrnia. També va actuar a la ciutat de Nova York com drag queen sota el sobrenom de "Miss Y", fins i tot en el festival Wigstock.

## Carrera

### 1997–2010: Primers treballs,Gilmore GirlsySamantha Who?

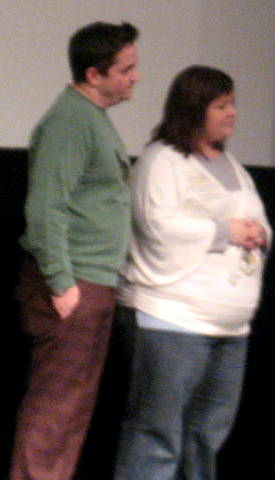
McCarthy al costat del seu espòs Ben Falcone en 2007.

McCarthy va fer la seva primera aparició en televisió en un episodi de la sèrie de comèdia de NBC, Jenny (1997), al costat de la seva cosina Jenny McCarthy. Va fer el seu debut cinematogràfic en un paper menor en la comèdia de 1999, Go, i més tard va tenir papers en les pel·lícules Drowning Mona, Els àngels de Charlie i The Life of David Gale. Ella també va fer treball de veu en tres episodis de Kim Possible, on va interpretar a DNAmy. En 2000, McCarthy va ser triada com Sookie St. James, l'optimista i maldestra millor amiga de Lorelai Gilmore en la sèrie de televisió de The WB, Gilmore Girls. Al llarg de la sèrie, Sookie és la sòcia comercial i animadora de Lorelai. El 7 d'abril de 2016, McCarthy va anunciar a The Ellen DeGeneres Xou que tornaria per al reinici del programa, Gilmore Girls: A Year in the Life, a Netflix. Aquest últim va ser llançat el 25 de novembre de 2016 i McCarthy va aparèixer en un dels seus quatre episodis.
En 2007, va protagonitzar al costat de Ryan Reynolds el thriller psicològic The Nines, escrita i dirigida per John August. Més tard va protagonitzar les comèdies independents The Captain, Just Add Water i Pretty Ugly People. També en 2007, McCarthy va interpretar a Dena Stevens en la comèdia d'ABC, Samantha Who?. McCarthy va interpretar a la millor amiga socialment incòmoda de la infància de Samantha, a qui Samantha no ha vist des del setè grau. Quan Samantha desperta del coma, Dena convenç a Samantha que sempre han estat millors amigues. Mentre Andrea finalment l'obliga a revelar la veritat, Samantha continua sent amiga de Dena. Va aparèixer com a convidada a Rita Rocks en 2009, i a Private Practice en 2010. El 2010, McCarthy a interpretar papers secundaris en les pel·lícules The Back Up Plan i Com la vida mateixa.

### 2011–2015:Mike and Molly,Bridesmaidsi èxit

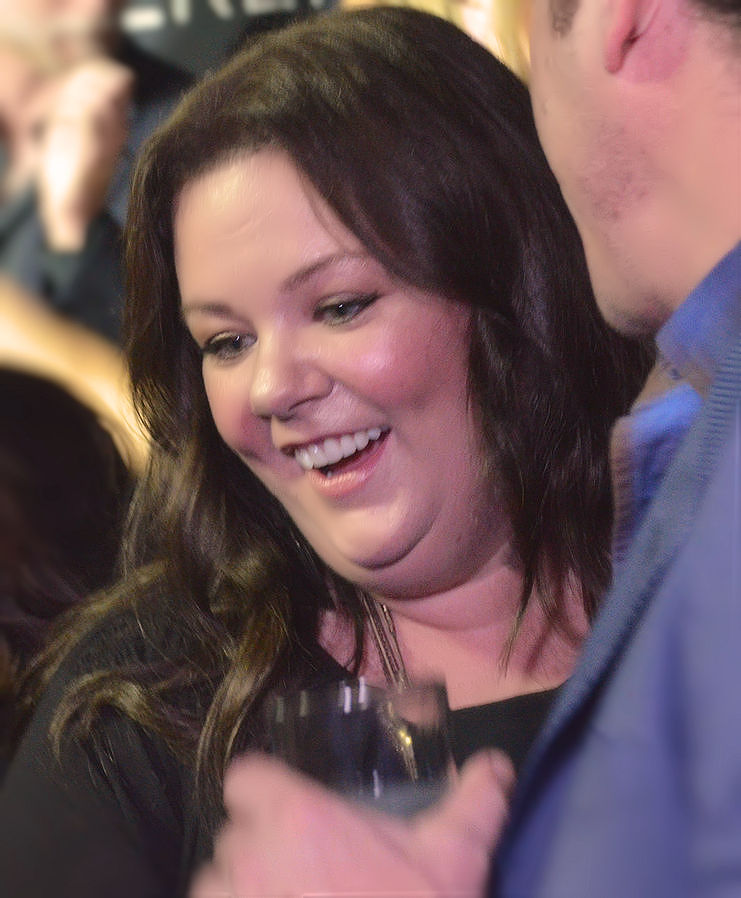
McCarthy <ls Premis Primetime Emmy en 2012.

El 20 de setembre de 2010, McCarthy va ser triat per a un paper principal en la comèdia de situació de CBS, Mike & Molly. El 2011, McCarthy va tenir una actuació destacada en la pel·lícula de comèdia, Bridesmaids al costat de Kristen Wiig, Maya Rudolph, Rose Byrne, Wendi McLendon-Covey i Ellie Kemper. McCarthy va rebre una nominació al Premis Oscar per la seva actuació. En la tardor de 2011, després d'aconseguir la fama de Bridesmaids, va rebre el seu primer premio Emmy a la millor actriu principal en una sèrie de comèdia pel seu paper a Mike & Molly. Al juny de 2011, va ser amfitriona dels premis Women in Film Crystal+Lucy. Després McCarthy va tenir papers secundaris a This Is 40 (2012), el derivat de la pel·lícula de Judd Apatow, Knocked Up, i The Hangover Part III (2013). Va ser convidada a unir-se a l'Acadèmia d'Arts i Ciències Cinematogràfiques al juny de 2012 juntament amb unes altres 175 persones. McCarthy va presentar Saturday Night Live l'1 d'octubre de 2011, el 6 d'abril de 2013, l'1 de febrer de 2014, el 13 de febrer de 2016 i el 12 de maig de 2017. Va ser nominada cinc vegades per a un Premi Primetime Emmy a la millor actriu convidada en una sèrie de comèdia per les seves aparicions en el programa de televisió de 2011 a 2017, guanyant en 2017.
En 2013, McCarthy va coprotagonitzar la comèdia criminal, Identity Thief amb Jason Bateman. Identity Thief va obrir en el #1 en taquilla i va recaptar $174 milions a tot el món malgrat les crítiques negatives.

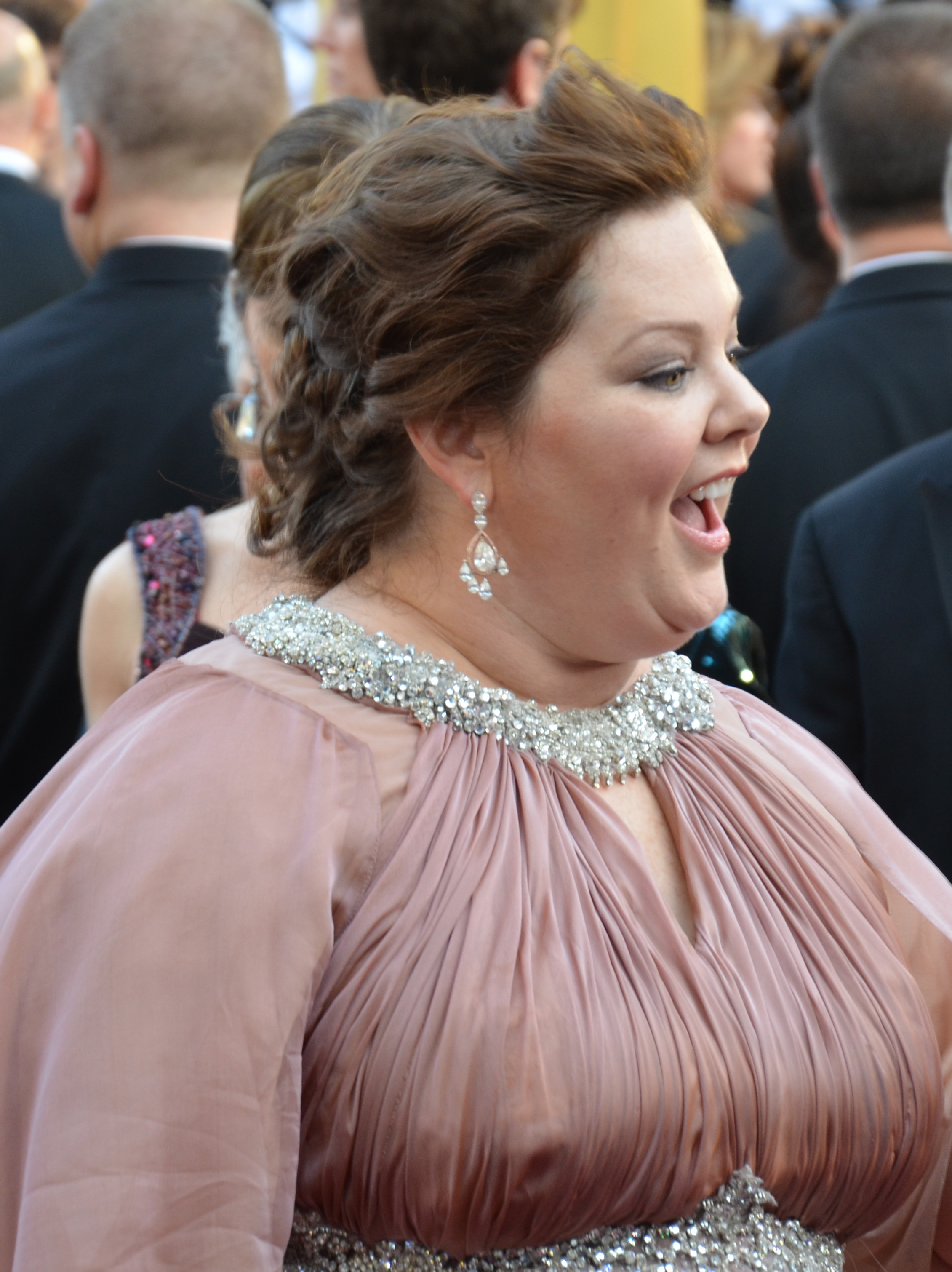
McCarthy als premis Oscar de 2012.

Més tard, el 2013, va coprotagonitzar al costat de Sandra Bullock en la comèdia de policia amic, The Heat. La pel·lícula va ser estrenada als Estats Units i el Canadà el 28 de juny de 2013 fins que èxit crític i comercial amb McCarthy anomenada "or de taquilla", The Heat va recaptar $ 229 milions a tot el món.
En 2014, McCarthy va coescriure el guió i va protagonitzar la comèdia Tammy, que es va estrenar el 2 de juliol de 2014. El personatge de McCarthy perd el seu treball i el seu automòbil, i després s'assabenta que el seu espòs li ha estat infidel. Per a escapar, es veu obligada a dependre del transport de la seva àvia alcohòlica (Susan Sarandon) mentre s'embarquen en un viatge d'autodescobriment.
McCarthy va produir un pilot de CBS protagonitzat pel seu espòs, Ben Falcone. McCarthy va interpretar a la protagonista femenina, al costat de Bill Murray, en la pel·lícula de comèdia de 2014, St. Vincent, dirigida i escrita per Theodore Melfi. El 19 de novembre de 2014, es va anunciar que McCarthy interpretaria a l'heroïna fada Tinker Bell en la comèdia i aventura sense títol dirigida per Shawn Levy. Ella també produiria la pel·lícula. A més, McCarthy va ser el protagonista de la comèdia d'espies, Spy (2015), de Paul Feig, un paper que li va valer a McCarthy la seva primera nominació al Globo d'Or.
Al maig de 2015, McCarthy va rebre una estrella al Passeig de la Fama de Hollywood. A l'agost de 2015, Forbes la va classificar com la tercera actriu millor pagada de 2015, amb guanys de 23 milions de dòlars.

### 2016-present: reconeixement de papers dramàtics i premis

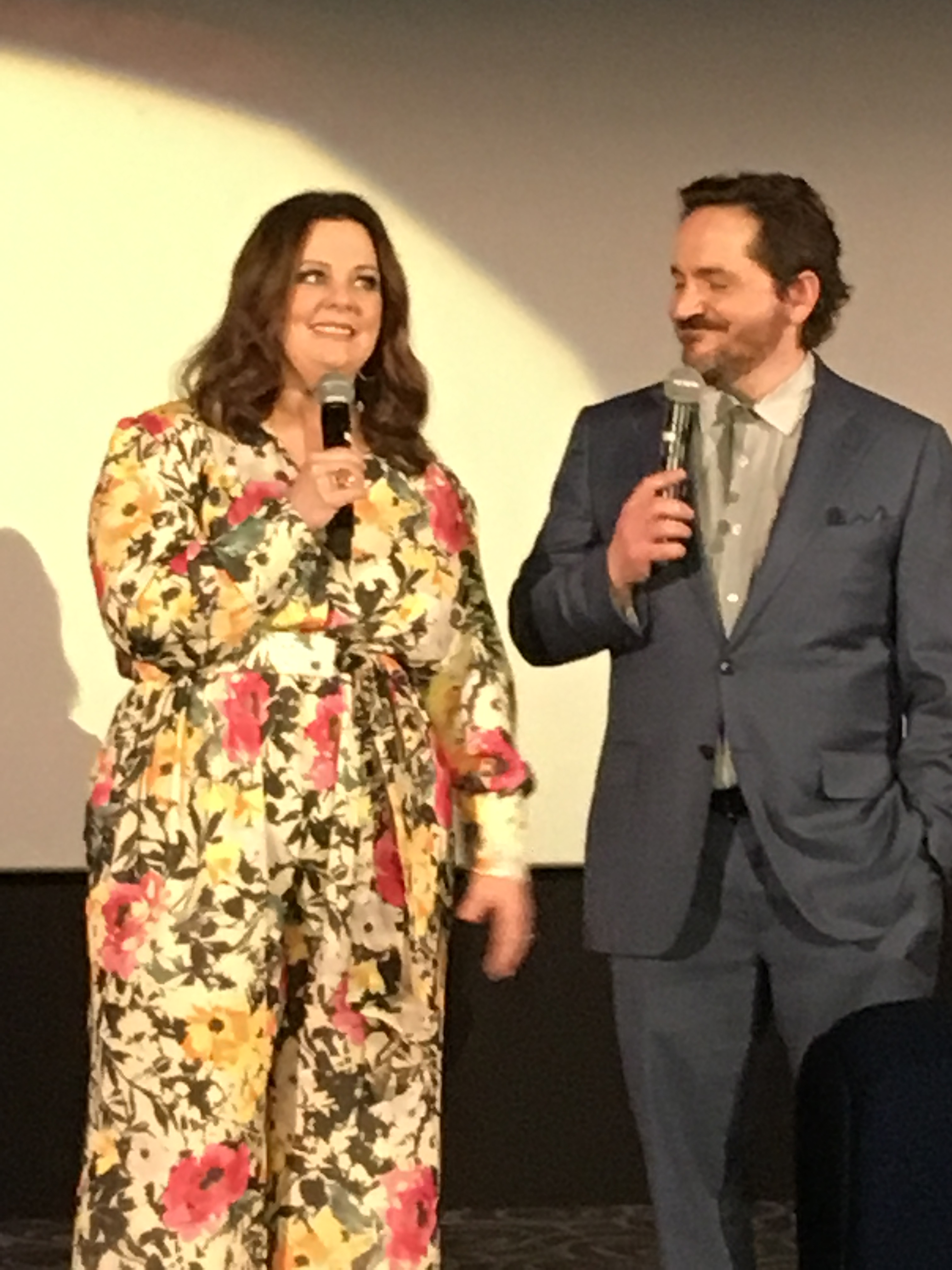
McCarthy en la presentació de The Boss al costat del seu espòs en 2016

En 2016, McCarthy va protagonitzar The Boss, una pel·lícula de comèdia basada en un personatge que McCarthy havia creat en Los Angeles Groundlings: una dona de negocis adinerada "que va a la presó per trànsit d'informació privilegiada i lluita per reinventar-se com la nova núvia dels Estats Units quan és alliberada". [49] També aquest any, va interpretar a una autora i científica al reinici femení de Ghostbusters, dirigit per Paul Feig.

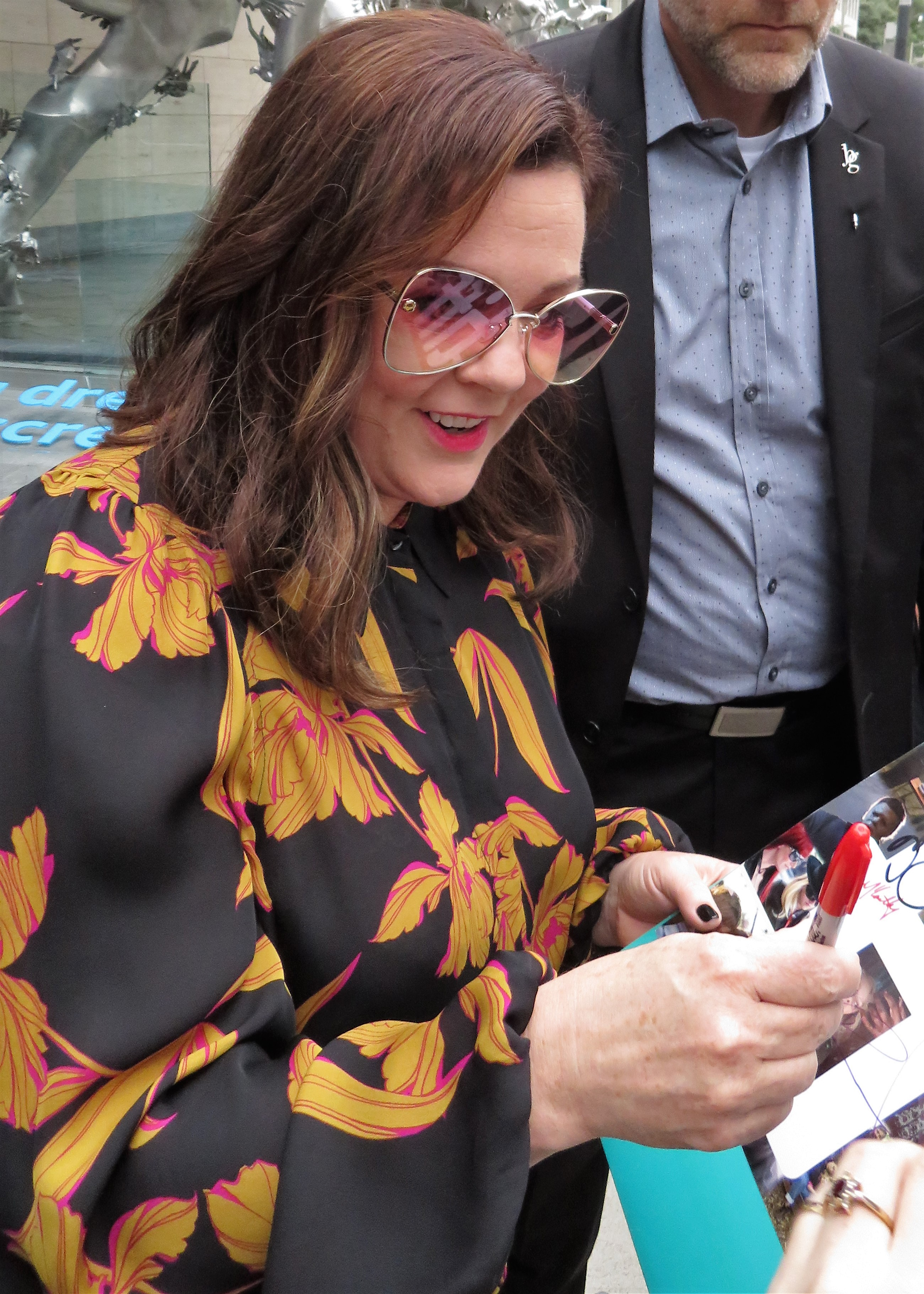
McCarthy en un esdeveniment de Can You Ever Forgive Me? en 2018.

El 31 de maig de 2016, McCarthy va ser triada com la famós biògrafa Lee Israel en la pel·lícula de comèdia dramàtica fosca Can You Ever Forgive Me?, dirigida per Marielle Heller. Va substituir Julianne Moore, qui va abandonar la pel·lícula. L'actuació de McCarthy com Lee va rebre grans elogis i Film Journal International va dir que els seus papers cinematogràfics anteriors "no podien anticipar que intrèpida i creïblement habita Lee Israel". Va rebre una nominació a l'Oscar a la millor actriu. El 2016 va gravar la cançó "Anything You Can Do (I Can Do Better)" amb Barbra Streisand, que apareix a l'àlbum «Encore» de Streisand. El 4 i 11 de febrer de 2017 va fer aparicions sorpresa a Saturday Night Live interpretant al secretari de premsa de la Casa Blanca, Sean Spicer.Va tornar al programa per a interpretar a Spicer el 16 d'abril i el 13 de maig de 2017 (també presentant aquest últim).
McCarthy va aparèixer en un anunci del Super Bowl LI per a Kia Motors, promocionant el Kia Niro. McCarthy va interpretar a una aspirant a ambientalista, que té una sèrie de contratemps, com ser bolcada per una balena, ser atacada per un rinoceront i caure per una esquerda. El comercial incloïa la cançó "Holding Out for a Hero".
El 28 de juny de 2019, es va anunciar que McCarthy estava en converses per a interpretar a Ursula al pròxim remake d'acció en viu de La Sireneta, que serà dirigida per Rob Marshall. El 18 de febrer de 2020, McCarthy va confirmar el seu càsting com la vilana durant una entrevista a The Ellen DeGeneres Show.

## Vida personal
McCarthy es va casar amb el seu xicot de tota la vida, Ben Falcone, actor i exalumne de The Groundlings, el 8 d'octubre de 2005. La parella té dues filles, Vivian nascuda el 5 de maig de 2007 i Georgette nascuda l’11 de febrer de 2010. L'embaràs de McCarthy amb Vivian es va incloure en l'última temporada de Gilmore Girls. Vivian i Georgette van aparèixer en la pel·lícula de 2016, The Boss, amb la primera interpretant una versió més jove del personatge de la seva mare.
Falcone sovint fa cameos en pel·lícules protagonitzades per McCarthy, com Bridesmaids, The Heat, Tammy, Identity Thief, Spy i The Boss.

## Emprenedories comercials
McCarthy, qui va estudiar els tèxtils en la Southern Illinois University abans que ella es convertís en una actriu de televisió i cinema, es va convertir en una dissenyadora de moda als 44 anys, la seva primera col·lecció de roba, Melissa McCarthy Seven7, és per a les dones plus size (de talla gran) i inclourà roba fins a la talla 28.
McCarthy afirma que «Les persones no es detenen en grandària 12. Sento que hi ha una gran cosa que falta en la persona que no pot vestir en el seu estat d'ànim per sobre d'un determinat número. Segregar les botigues de roba "Plus-Size" i ocultar-les lluny d'altres sectors, està malament».

## Filmografia

### Pel·lícules
| Any  | Títol                                     | Personatge                | Notes                        |
| ---- | ----------------------------------------- | ------------------------- | ---------------------------- |
| 1998 | God                                       | Margaret                  | curtmetratge                 |
| 1999 | Go                                        | Sandra                    |                              |
| 2000 | Charlie's Angels                          | Doris                     |                              |
| 2000 | Drowning Mona                             | Shirley                   |                              |
| 2000 | Auto Motives                              | Tonnie                    | curtmetratge                 |
| 2000 | The Kid                                   | Masovera de Sky King      |                              |
| 2002 | Pumpkin                                   | Cici Pinkus               |                              |
| 2002 | White Oleander                            | Paramèdica                |                              |
| 2003 | The Life of David Gale                    | Nico, la noia gòtica      |                              |
| 2003 | Chicken Party                             | Tot Wagner                |                              |
| 2003 | Kim Possible: The Secret Files            | DNAmy                     | (veu)                        |
| 2003 | Els àngels de Charlie: Al límit           | Doris                     | Només crèdits                |
| 2006 | Cook-Off!                                 | Amber Strang              |                              |
| 2007 | The Nines                                 | Margaret / Mary / Melissa |                              |
| 2007 | The Captain                               | Fran                      | curtmetratge                 |
| 2008 | Just Add Water                            | Selma                     |                              |
| 2008 | Pretty Ugly People                        | Becky                     |                              |
| 2010 | The Back-Up Plan                          | Carol                     |                              |
| 2010 | Com la vida mateixa                       | DeeDee                    |                              |
| 2011 | Bridesmaids                               | Megan «Meg» Price         |                              |
| 2012 | This Is 40                                | Catherine                 |                              |
| 2013 | Identity Thief                            | Diana / Sandy Patterson   |                              |
| 2013 | The Hangover Part III                     | Cassie                    |                              |
| 2013 | The Heat                                  | Det. Shannon Mullins      |                              |
| 2014 | Tammy                                     | Tammy Banks               | També guionista i productora |
| 2014 | St. Vincent                               | Maggie Bronstein          |                              |
| 2015 | Spy                                       | Susan Cooper              |                              |
| 2015 | B.O.O.: Bureau of Otherworldly Operations | Watts (veu)               |                              |
| 2016 | The Boss                                  | Michelle Darnell          | També guionista i productora |
| 2016 | Central Intelligence                      | Darla McGuckian           | Cameo                        |
| 2016 | Ghostbusters                              | Abby Yates                |                              |
| 2018 | Life of the Party                         | Deanna Miles              | També guionista i productora |
| 2018 | The Happytime Murders                     | Detective Connie Edwards  | També productora             |
| 2018 | Can You Ever Forgive Me?                  | Leonore "Lee" Israel      |                              |
| 2019 | The Kitchen                               | Kathy                     |                              |
| 2020 | Superintelligence                         | Carol Peters              | També productora             |
| 2021 | Thunder Force                             | Lydia Berman / The Hammer | També productora             |
| 2021 | The Starling                              | Lilly Maynard             | En postproducció             |
| 2022 | Thor: Love and Thunder                    | Hela (actriu)             | Cameo, en rodatge            |
| 2023 | The Little Mermaid                        | Úrsula                    | Post-producció               |

### Televisió
| Any            | Títol                             | Personatge       | Notes                                            |
| -------------- | --------------------------------- | ---------------- | ------------------------------------------------ |
| 1997           | Jenny                             | Melissa          | Episodi: «A Girl's Gotta Live in the Real World» |
| 2000           | D.C.                              | Molly            | 2 episodis                                       |
| 2000–2007-2016 | Gilmore Girls                     | Sookie St. James | 122 episodis                                     |
| 2002–2005–2016 | Kim Possible                      | DNAmy (veu)      | 3 episodis                                       |
| 2004           | Curb Your Enthusiasm              | Saleswoman       | Episodi: «The Surrogate»                         |
| 2007–2009      | Samantha Who?                     | Dena             | 35 episodis                                      |
| 2009           | Rita Rocks                        | Mindy Boone      | Episodi: «Why Can't We Be Friends?»              |
| 2010           | Private Practice                  | Lynn McDonald    | Episodi: «Best Laid Plans»                       |
| 2010–2016      | Mike & Molly                      | Molly Flynn      | 114 episodis                                     |
| 2011–2017      | Saturday Night Live               | Presentadora     | 3 episodis                                       |
| 2012           | The Penguins of Madagascar        | Shelley (veu)    | Episodi: «Hair Apparent/Love Takes Flightless»   |
| 2016           | Gilmore Girls: A Year in the Life | Sookie St. James | Episodi: «Fall»                                  |
| 2017-2018      | Nobodies                          | Ella Mateixa     | 8 episodis, també productora executiva           |
| 2020           | Little Big Shots                  | Ella mateixa     | 13 episodis, presentadora                        |
| 2021           | Nine Perfect Strangers            | Francis          | 8 episodis, minis`rrie de TV                     |
| 2022           | God’s favorite idiot              | Amily Luck       | 8 episodis, s`rrie Netflix                       |

## Premis i nominacions

### Oscar
| Any  | Categoria                    | pel·lícula               | Resultat |
| ---- | ---------------------------- | ------------------------ | -------- |
| 2011 | Millor actriu de repartiment | Bridesmaids              | Nominada |
| 2018 | Millor actriu                | Can You Ever Forgive Me? | Nominada |

### Globus d'Or
| Any  | Categoria                         | pel·lícula               | Resultat |
| ---- | --------------------------------- | ------------------------ | -------- |
| 2015 | Millor actriu - Comèdia o musical | Spy                      | Nominada |
| 2018 | Millor actriu - Drama             | Can You Ever Forgive Me? | Nominada |

### BAFTA
| Any  | Categoria                | pel·lícula               | Resultai |
| ---- | ------------------------ | ------------------------ | -------- |
| 2011 | Millor actriu secundària | Bridesmaids              | Nominada |
| 2018 | Millor actriu            | Can You Ever Forgive Me? | Nominada |

### Sindicat d'Actors
| Any  | Categoria                    | pel·lícula               | Resultat |
| ---- | ---------------------------- | ------------------------ | -------- |
| 2011 | Millor repartiment           | Bridesmaids              | Nominada |
| 2011 | Millor actriu de repartiment | Bridesmaids              | Nominada |
| 2018 | Millor actriu                | Can You Ever Forgive Me? | Nominada |

### Crítica Cinematogràfica
| Any  | Categoria                                                                   | pel·lícula               | Resultat |
| ---- | --------------------------------------------------------------------------- | ------------------------ | -------- |
| 2011 | Premi de la Crítica Cinematogràfica al millor repartimentMillor repartiment | Bridesmaids              | Nominada |
| 2011 | Millor actriu secundària                                                    | Bridesmaids              | Nominada |
| 2013 | Millor actriu de comèdia                                                    | The Heat                 | Nominada |
| 2014 | Millor actriu de comèdia                                                    | St. Vincent              | Nominada |
| 2018 | Millor actriu                                                               | Can You Ever Forgive Me? | Nominada |

### Crítica Televisiva
| Año  | Categoría                                        | Serie                  | Resultado |
| ---- | ------------------------------------------------ | ---------------------- | --------- |
| 2022 | Millor actriu secundària en pel·lícula/minisèrie | Nine Perfect Strangers | Nominada  |

### Satellite
| Any  | Categoria                        | pel·lícula               | Resultat |
| ---- | -------------------------------- | ------------------------ | -------- |
| 2011 | Millor actriu - Sèrie de comèdia | Mike & Molly             | Nominada |
| 2018 | Millor actriu - Drama            | Can You Ever Forgive Me? | Nominada |

### Primetime Emmy
| Any  | Categoria                                 | pel·lícula          | Resultat   |
| ---- | ----------------------------------------- | ------------------- | ---------- |
| 2011 | Millor actriu - Sèrie de comèdia          | Mike & Molly        | Guanyadora |
| 2012 | Millor actriu - Sèrie de comèdia          | Mike & Molly        | Nominada   |
| 2012 | Millor actriu invitada - Sèrie de comèdia | Saturday Night Live | Nominada   |
| 2013 | Millor actriu - Sèrie de comèdia          | Saturday Night Live | Nominada   |
| 2014 | Millor actriu - Sèrie de comèdia          | Mike & Molly        | Nominada   |
| 2016 | Millor actriu invitada - Sèrie de comèdia | Saturday Night Live | Nominada   |
| 2017 | Millor actriu invitada - Sèrie de comèdia | Saturday Night Live | Guanyadora |